# 175th Street-GW Bridge Bus Terminal
175th Street-GW Bridge Bus Terminal is een station van de metro van New York aan de Eighth Avenue Line in Manhattan. De lijn  maakt gebruik van dit station. Het station is via een voetgangerstunnel verbonden met de George Washington Bridge Bus Terminal.
 ·  ·  ·  ·  ·  ·  ·  ·  · 